# 일본군 위안부 피해자 목록

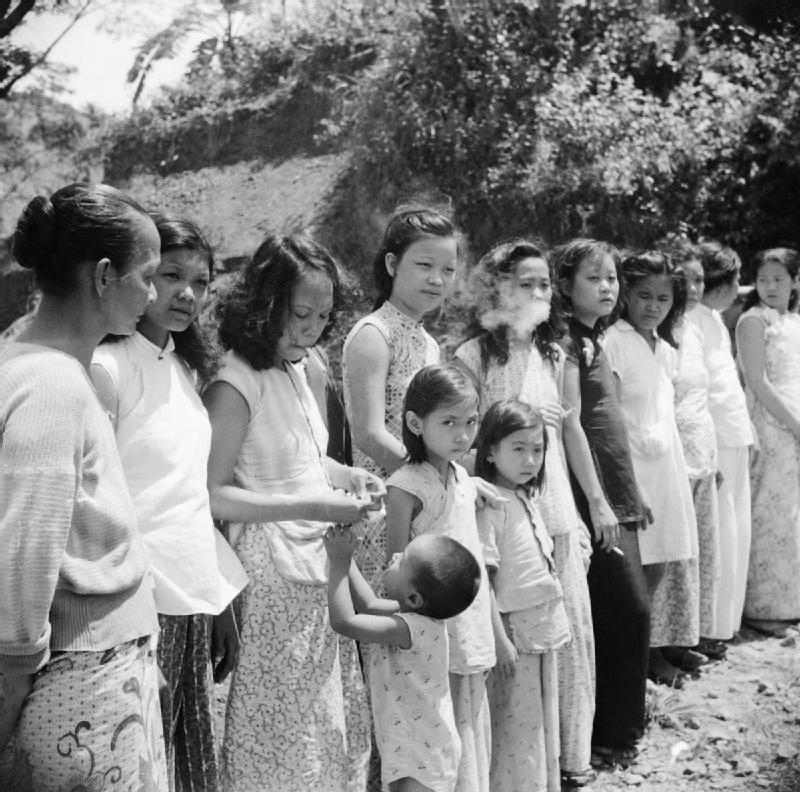
말레이시아 페낭에서 일본군에 의해 강제로 위안부로 끌려간 중국, 말레이시아 출신 여성들.

다음은 알려진 제2차 세계대전 중 피해를 입은 일본군 위안부 피해자의 목록이다.

## 대한민국
| 위안부 피해자 생존자 | 위안부 피해자 사망자 | 위안부 피해자 등록자 |
| -------------------- | -------------------- | -------------------- |
| 5명                  | 235명                | 240명                |

### 1990년대 사망한 인물
1990년대는 일본군 '위안부' 피해자들이 본격적으로 피해 사실을 증언하기 시작한 시기인 동시에, 고령화로 인해 사망자가 점차 증가하기 시작한 시기이기도 하다.
- 배봉기 (1915년 ~ 1991년)
- 김봉년 (1924년 ~ 1995년 10월 15일)
- 김순덕 (1921년 ~ 1995년 12월 20일)
- 문옥주 (1924년 ~ 1996년 10월 26일)
- 김학순 (1924년 ~ 1997년 12월 16일)
- 강덕경 (1929년 ~ 1997년 2월 2일)
- 정학수 (1925년 ~ 1998년 3월 17일)

### 2000년대 사망한 인물
2000년대에 접어들면서 일본군 '위안부' 피해자들의 사망이 증가하였다. 이는 피해자들의 평균 연령이 80세를 초과함에 따라, 고령에 기인한 건강 악화 및 자연사 사례가 꾸준히 늘어난 데 따른 것으로 분석된다.
- 김순덕 (1921년 ~ 2004년 6월 30일)
- 노청자 (1921년 ~ 2004년 6월 30일)
- 장서윤 (1924년 ~ 2004년 8월 26일)
- 김상희 (1922년 ~ 2005년 1월 2일)
- 김분선 (1922년 ~ 2005년 1월 10일)
- 박복순 (1921년 ~ 2005년 1월 27일)
- 강순애 (1928년 ~ 2005년 4월 19일)
- 김영자 (1922년 ~ 2005년 4월 20일)
- 신경란 (1922년 ~ 2005년 4월 25일)
- 박두리 (1924년 ~ 2006년 2월 19일)
- 박영심 (1921년 ~ 2006년 8월 7일)
- 강도아 (1922년 ~ 2007년 10월 23일)
- 지돌이 (1923년 ~ 2008년 2월 6일)
- 문필기 (1925년 ~ 2008년 3월 5일)
- 김음전 (1924년 ~ 2008년 4월 3일)
- 한도순 (1921년 ~ 2008년 12월 5일)
- 김의경 (1918년 ~ 2009년 12월)

### 2010년대 사망한 인물
2010년대에 접어들면서 일본군 '위안부' 피해자들의 사망자 수가 급격히 증가하였다. 이는 피해자 대부분이 고령층에 속하며, 장기간에 걸친 심리적·신체적 고통과 건강 악화에 따른 자연적 결과로 해석된다.
- 김순악 (1928년 ~ 2010년 1월 2일)
- 이점례 (1921년 ~ 2010년 2월 11일)
- 이두순 (1922년 ~ 2010년 3월 11일)
- 김계화 (1921년 ~ 2010년 5월 16일)
- 박순임 (1920년 ~ 2010년 6월 28일)
- 진화순 (1930년 ~ 2010년 9월 11일)
- 심달연 (1927년 ~ 2010년 12월 15일)
- 정윤홍 (1920년 ~ 2010년 12월 31일)
- 이기선 (1923년 ~ 2011년 1월 3일)
- 임정자 (1922년 ~ 2011년 1월 13일)
- 박분이 (1920년 ~ 2011년 1월 13일)
- 신쌍심 (1927년 ~ 2011년 3월 21일)
- 박옥련 (1919년 ~ 2011년 5월 15일)
- 정마리아 (1920년 ~ 2011년 5월 17일)
- 김오순 (1927년 ~ 2011년 9월 18일)
- 송남이 (1920년 ~ 2011년 9월 25일)
- 노수복 (1921년 ~ 2011년 11월 4일)
- 박서운 (1917년 ~ 2011년 12월 4일)
- 김요지 (1924년 ~ 2011년 12월 13일)
- 윤금례 (1922년 ~ 2012년 3월 9일)
- 김화순 (1926년 ~ 2012년 6월 13일)
- 황금주 (1921년 ~ 2013년 1월 3일)
- 이용녀 (1926년 ~ 2013년 8월 11일)
- 최선순 (1927년 ~ 2013년 8월 24일)
- 황금자 (1924년 ~ 2014년 1월 26일)
- 배춘희 (1923년 ~ 2014년 6월 8일)
- 황선순 (1926년 ~ 2015년 1월 26일)
- 박위남 (1922년 ~ 2015년 1월 31일)
- 이효순 (1924년 ~ 2015년 5월 27일)
- 김외한 (1934년 ~ 2015년 6월 11일)
- 김연희 (1932년 ~ 2015년 6월 24일)
- 최금선 (1925년 ~ 2015년 7월 5일)
- 박유년 (1922년 ~ 2015년 8월 7일)
- 최갑순 (1919년 ~ 2015년 12월 5일)
- 김경순 (1926년 ~ 2016년 2월 20일)
- 공점엽 (1920년 ~ 2016년 5월 17일)
- 이수단 (1921년 ~ 2016년 5월 17일)
- 유희남 (1928년 ~ 2016년 7월 10일)
- 박숙이 (1922년 ~ 2016년 12월 6일)
- 박차순 (1923년 ~ 2017년 1월 18일)
- 이순덕 (1917년 ~ 2017년 4월 4일)
- 김군자 (1928년 ~ 2017년 7월 23일)
- 황유량 (1927년 ~ 2017년 8월 12일)
- 하상숙 (1927년 ~ 2017년 8월 28일)
- 이기정 (1924년 ~ 2017년 11월 11일)
- 송신도 (1922년 ~ 2017년 12월 16일)
- 안점순 (1928년 ~ 2018년 3월 30일)
- 최덕례 (1921년 ~ 2018년 4월 23일)
- 김복득 (1917년 ~ 2018년 7월 1일)
- 하점연 (1921년 ~ 2018년 10월 26일)
- 김순옥 (1922년 ~ 2018년 12월 5일)
- 이귀녀 (1926년 ~ 2018년 12월 14일)
- 김복동 (1925년 ~ 2019년 1월 28일)
- 곽예남 (1925년 ~ 2019년 3월 2일)

### 2020년대 이후 사망한 인물
2020년대에 접어들면서 일본군 '위안부' 피해자들의 사망이 지속적으로 이어지고 있습니다. 이는 피해자 대부분이 1920~1930년대에 출생하여 현재 90세를 넘긴 고령층으로, 자연적인 사망률 증가와 건강 악화가 주요 원인으로 지목됩니다.
- 이막달 (1923년 ~ 2020년 8월 29일)
- 정복수 (1922년 ~ 2021년 2월 12일)
- 김양주 (1924년 ~ 2022년 5월 1일)
- 이옥선 (1928년 ~ 2022년 12월 26일 + 대구 출신)
- 길원옥 (1928년 ~ 2025년 2월 16일)
- 이옥선 (1928년 ~ 2025년 5월 11일 + 부산 출신)

### 현재 생존 중인 인물
현재 생존자들의 평균 연령은 약 95세에 이르며, 대부분이 90세를 넘긴 고령자로 구성되었다. 이러한 정황을 종합적으로 고려할 때, 2020년대 말에서 2030년대 초 사이에 마지막 생존자가 남게된다.
- 이용수 (1928년 ~ )
- 박옥선 (1923년 ~ )
- 윤정옥 (1925년 ~ )
- 강일출 (1928년 ~ )
- 임정순

## 네덜란드령 동인도
- 얀 루프 오헤른 (1923년 ~ 2019년 8월 20일)
- 엘렌 반 데르 플룩 (1923년 ~ 2013년 1월 14일)

## 대만
- 리우 황 타오
- 루만메이(盧滿妹)[2]
- 진휜(陳品)[3]

## 조선민주주의인민공화국
- 곽금녀(1924년 ~ 2007년)
- 김대일(1916년 ~ 2005년)
- 김영숙(1927년 ~ 2010년)
- 김영실(1924년 ~ 2003년)
- 리경생(1917년 ~ 2004년)
- 리계옥(1921년 ~ 2005년)
- 리복녀(1919년 ~ 1993년)
- 리상옥(1926년 ~ 2005년)
- 박영심(1921년 ~ 2006년)
- 유선옥(1923년 ~ 2003년)
- 정옥순(1920년 ~ 1998년)

## 일본
- 시로타 스즈코 : '위안부'라는 사실을 최초 증언[4]

## 중화인민공화국
- 레이구이잉(雷桂英)[5]
- 저우펜잉[6]
- 인위린(尹玉林)[7]
- 주차오메이(朱巧妹)[8]
- 虞冬娥[9]
- 완아이화(萬愛花) : 중국의 일본군 '위안부' 최초 증언[10]
- 李月娥[11]
- 궈시추이(郭喜翠)[12]
- 허우차오롄(侯巧蓮, 불명 ~ 1999년)
- 류녠전(劉年珍, 1918년 ~ 2024년)
- 샤오루이(小瑞, 1930년 ~ 2025년)

## 필리핀
- 로사 헨슨
- 메넨 카스티요[13]
- 월터리나 마르코바
- 토마사 사리노구[14]

## 같이 보기
- 일본군 '위안부'
- 미군 '위안부'
- 일본이 공포한 전쟁 사과 성명 목록